# Kepler-1410 b
Kepler-1410 b, precedentemente noto con la designazione KOI-3010.01, è un pianeta extrasolare che orbita attorno a Kepler-1410, un sistema stellare formato da due stelle più piccole e fredde del Sole. È situato nella costellazione del Cigno e dista 1197 anni luce dal sistema solare. La conferma della scoperta, avvenuta con il metodo del transito tramite il telescopio spaziale Kepler, è avvenuta nel maggio 2016.

## Sistema stellare
Kepler-1410 si è rivelata essere una stella binaria; le due componenti non sono troppo dissimili tra loro, sono più piccole e fredde del Sole: la componente principale ha una temperatura di 4042±25 K, circa 160 K in più della secondaria, con raggi rispettivamente di 0,57 e 0,52 r⊕ per le componenti A e B.

## Caratteristiche fisiche
Dai primi dati del telescopio Kepler il raggio del pianeta risultò essere di 1,39 volte quello terrestre, tipico di un pianeta roccioso facente parte della categoria delle super Terre. Tuttavia in seguito si è scoperta la multiplicità del sistema e la rivisitazione dei parametri stellari hanno comportato di conseguenza una diversa stima delle proprietà del pianeta. K. Sullivan e A. L. Kraus in uno studio pubblicato nel 2022 hanno rivisitato qualche raro sistema binario nel quale erano noti pianeti potenzialmente abitabili di tipo terrestre, spesso ignorati da studi di follow-up per la complessità delle variabili in gioco. Non sempre è possibile sapere con certezza attorno a quale stella orbita il pianeta in un sistema binario; in questo caso  Sullivan e Kraus hanno stimato un raggio che va da 1,92 (nel caso sia in orbita attorno alla stella principale) a 2,24 r⊕ e temperature di equilibrio comprese tra 248 e 270 kelvin.
Anche secondo il Planetary Habitability Laboratory dell'Università di Porto Rico ad Arecibo il raggio planetario è maggiore di quello inizialmente stimato dai dati di Kepler, indicandolo essere di 1,78 volte quello terrestre. Certamente il pianeta, che compie un'orbita in circa 61 giorni terrestri, è situato nella zona abitabile del proprio sistema, tuttavia è possibile che, considerate le dimensioni riviste al rialzo, si tratti di un nano gassoso senza superficie solida, circondato da una spessa atmosfera ricca di elementi volativi come idrogeno ed elio.